# Tiumen
Tiumen (ur. 4 marca 2001) – ciemnogniady wałach pełnej krwi po: ojciec - Beaconsfield i matka Toskanella; hodowla: Stadnina koni w Mosznej.
Startując w Czechach wygrał trzykrotnie w latach 2009, 2010 i 2011 Wielką Pardubicką (dżokej Josef Váňa). Jest jedynym koniem polskiej hodowli, który wygrał tę gonitwę rozgrywaną od 1874 i jednym z ośmiu, które wygrały ją trzykrotnie. W sumie w biegach z przeszkodami startował 16 razy, w tym na torze Ippodromo di Maia w mieście Merano w północnych Włoszech, zwyciężył 5 razy i przyniósł właścicielowi - Ivo Köler - 6 189 540 CZK.
Po zakończeniu kariery sportowej Tiumen trafił do ośrodka Domov pro końě - Leština (powiat Tabor, kraj południowoczeski), gdzie przypadkowo został postrzelony w szyję. Po udzieleniu pomocy weterynaryjnej powrócił do zdrowia i nadal przebywa w ośrodku (2020).